# Cien maneras de hacer el pollo al txilindrón
Cien maneras de hacer el pollo al txilindrón es un cortometraje español de 1997, dirigido por el director alavés Kepa Sojo.

## Sinopsis
Tras unas espectaculares vacaciones por Oriente Medio, un grupo de amigos vuelve a España para continuar con su vida normal, pero no tan normal como se creería, ya que han vuelto de su viaje con unas ideas muy claras.
Al pisar tierra españolas, lo primero que deciden es localizar un local para crear un lugar de recogimiento espiritual y meditación trascendental. Consiguen hacerse con un bar de carretera, el cual acaban cambiando por completo para adaptarlo a sus nuevas condiciones, en él, organizarán varias apariciones que llamarán la atención de curiosos y no tan curiosos, consiguiendo hacer de su pequeño lugar de retiro espiritual, un centro de peregrinación.
Un gran número de fieles se agrupa a diario frente a las puertas del lugar, lo que termina atrayendo a fieles y medios comunicación.

## Reparto
- Irene Bau, como narradora.
- Leyre Berrocal, como Laura.
- Txema Blasco, como setero.
- Emilio Buale, como Txipanga Bolinaga.
- Pilar Castro, como Pili.
- Josean García
- Alejandro Garrido
- Iñaqui Moscoso
- Juan Querol, como Kike.
- Peio Ruiz Cabestany, como ciclista.
- Armando del Río, como Jon.
- Gustavo Salmerón, como José Pamplona.
- Kepa Sojo, como muerto.
- Guillermo Toledo, como gurú.